# Tabaporã
Tabaporã es un municipio brasileño del estado de Mato Grosso. En 2004 contaba con una población de 10.760 habitantes aproximadamente.
El municipio cuenta con un área de 8.225,389 kilómetros cuadrados.